# Токіо Верді
Токіо Верді (яп. 東京ヴェルディ, Токіо Верді) — японський футбольний клуб з міста Токіо, який виступає в Джей-лізі 2.

## Досягнення
- Японська футбольна ліга
  -  Чемпіон (5): 1983, 1984, 1986—1987, 1990—1991, 1991—1992
  -  Чемпіон (3): 1979, 1981, 1989—1990

- Джей-ліга 1
  -  Чемпіон (2): 1993, 1994
  -  Чемпіон (1): 1995

- Кубок Імператора
  -  Володар (5): 1984, 1986, 1987, 1996, 2004

- Кубок Джей-ліги
  -  Володар (3): 1992, 1993, 1994

- Суперкубок Японії
  -  Володар (4): 1984, 1994, 1995, 2005